# Alfonsina y el mar (álbum de 1989)
Alfonsina y el mar es el duodécimo álbum de estudio de la cantante México peruana Tania Libertad lanzado en 1989 bajo el sello discográfico de  Sony Music México. Forma parte de la lista de  los 100 discos que debes tener antes del fin del mundo, publicada en 2012 por Sony Music.

## Lista de canciones
1. Alfonsina y el mar
2. Gracias a la vida
3. El tamalito
4. Cardo o ceniza
5. Ollita noma
6. Alguien cantando
7. Para vivir
8. Duerme negrito
9. La canción del elegido
10. Concierto para una voz

## Reedición de 2010
En 2010, con motivo del vigésimo aniversario del álbum, se publicó una reedición que incluye 18 temas (8 más) y recibió en nombre de Alfonsina y el mar XX años. 
- Datos: Q21002538